# BCM Europearms MAAR
Il M.A.A.R. è un fucile di precisione per utilizzi a media/lunga distanza, costruita dalla ditta italiana BCM Europearms, e deriva dal progetto dell'BCM Europearms Extreme MAAR.
La sigla M.A.A.R significa "Modular Advanced Aluminum Rifle". Il M.A.A.R. viene prodotto nei calibri: 7,62 × 51 mm NATO, 5,56 × 45 mm NATO, 6,5 × 47 mm Lapua, .300 Winchester Magnum, .338 Lapua Magnum.
È un fucile Bolt Action a otturatore girevole scorrevole, con l'azione in acciaio 17/4 Ph ricavata dal pieno. La meccanica è montata su un calcio modulare in Ergal 7075 T6 con pala fissa o Take Down.
Il termine Take Down identifica un tipo di calciatura in cui la parte posteriore (pala) può essere disassemblata; questo sistema permette un trasporto più pratico e normalmente, in questa configurazione, l'arma viene alloggiata in un case (valigia) a lei dedicato.
Le diverse colorazioni disponibili della calciatura sono ottenute per anodizzazione dura a spessore.

## Galleria d'immagini

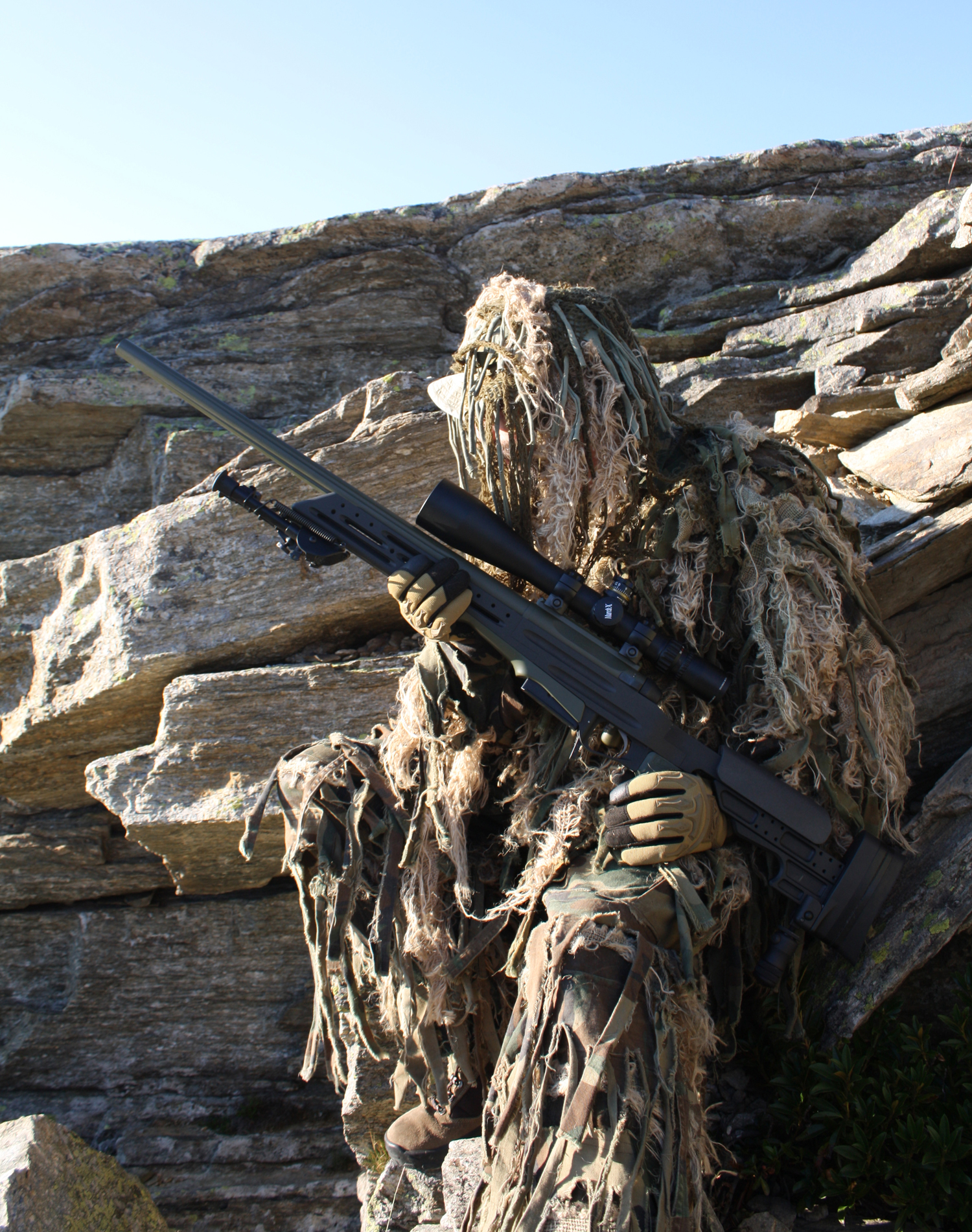
Foto contestualizzata del fucile M.A.A.R.
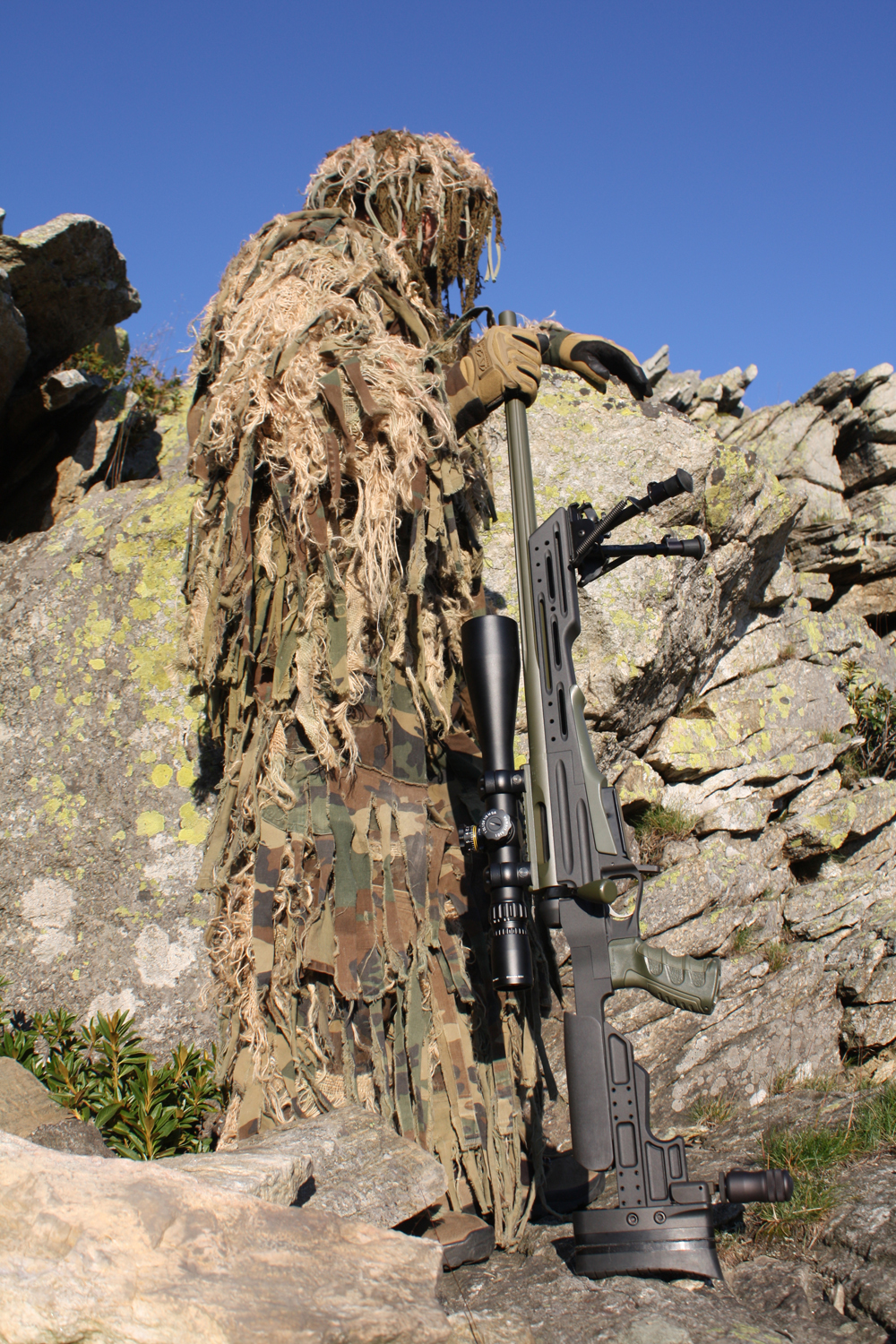
Test di risalto cromatico su sfondo
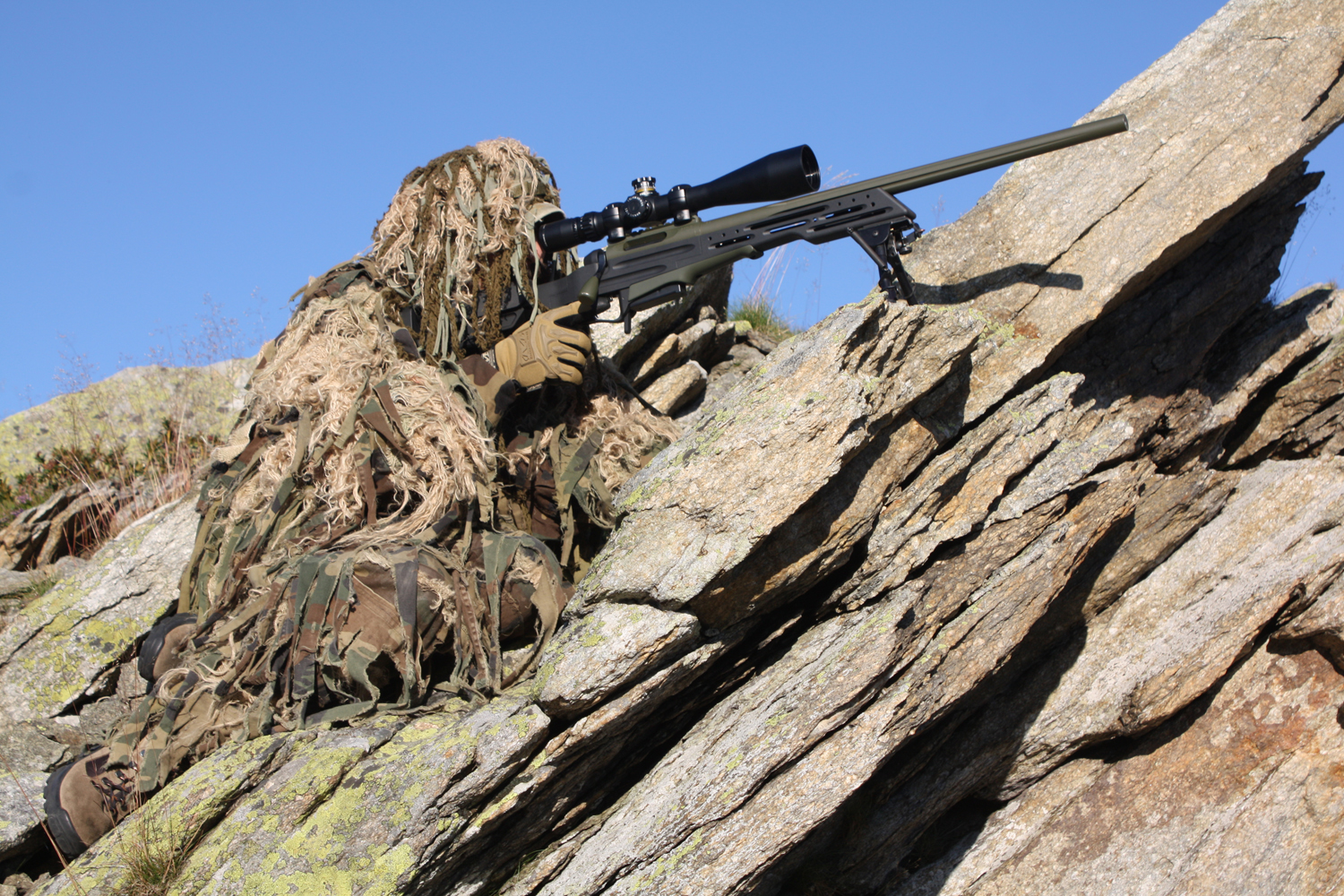
Test di puntamento su superficie precaria
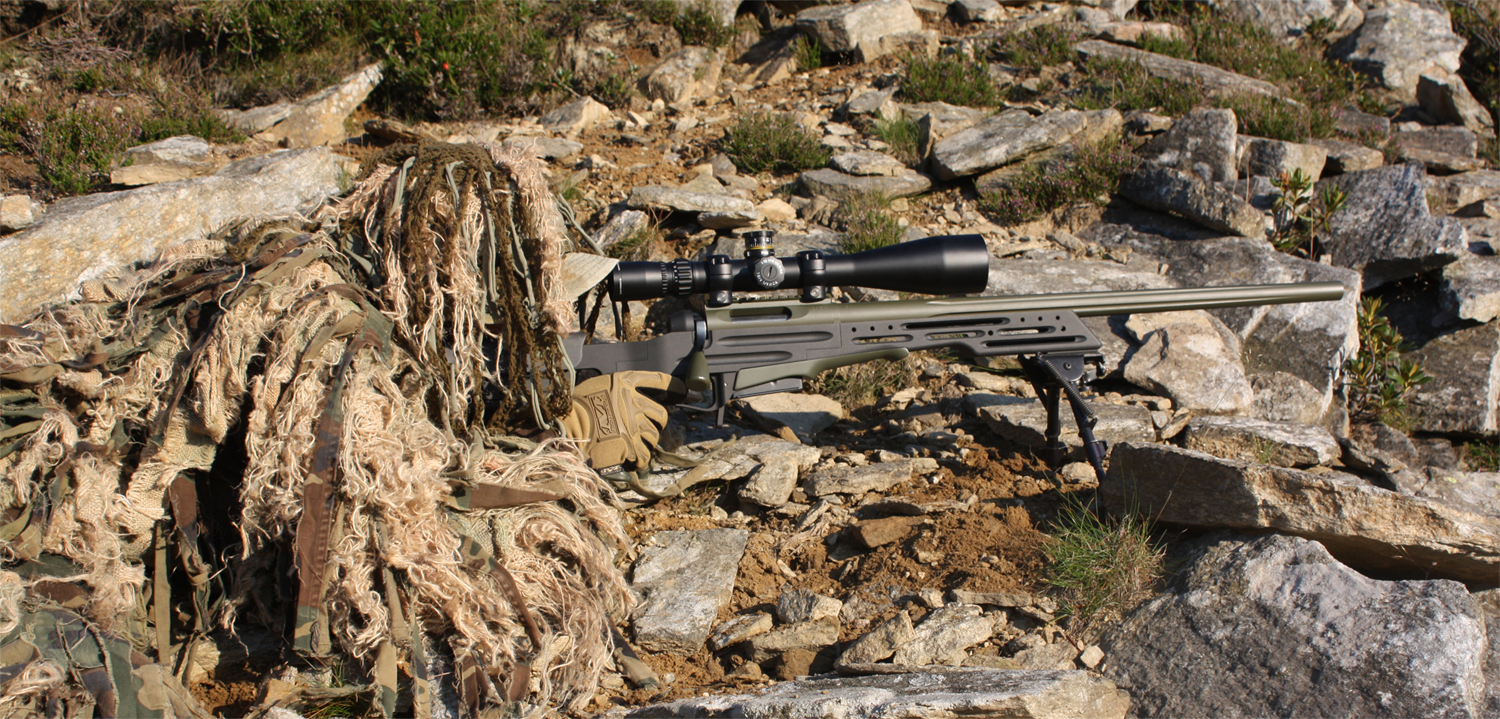
Test di stabilità